# رومي باكو
رومي باكو (باليابانية: 朴璐美) هي مؤدية أصوات كورية-يابانية ولدت في 22 يناير 1972 في إيدوغاوا, طوكيو.

## أدوارها في الأنمي

### مسلسلات أنمي تلفزيونية
- خيميائي الفولاذ - إدورد إلريك, والدة أسرة آرمسترونغ
- خيميائي الفولاذ: فل ميتال ألكيميست - إدورد إلريك، والدة أسرة آرمسترونغ
- بليتش - توشيرو هيتسوغايا
- ناروتو - تيماري
- ناروتو شيبودن - تيماري
- بوروتو: ناروتو نكست جينيريشنز - تيماري
- روك لي وأصدقائه النينجا - تيماري
- زعيم المحاربين - تاو رين
- زعيم المحاربين (2021) - تاو رين
- ترن إيه جاندام - لورن سياك
- نانا - نانا أوساكي
- كليمور - تيريسا
- إير ماستر - ماكي آيكاوا
- دراغون درايف - ريجي أوزورا
- أويدو روكيت - إيسي
- أبطال الديجيتال الجزء الثاني - يزن، حسام, لورا، ابن سلمى
- أماتسوكي - كوتشيها
- كايبا - بوبو
- ساموراي 7 - كاتسوشيرو
- ألترافايوليت كود 044 - 044
- كوروزوكا - كوروميتسو
- الخادم الأسود - مدام ريد/أنجيلينا درليس
- الخادم الأسود Book of Circus - مدام ريد/أنجيلينا درليس
- البدلة المتنقلة جاندام 00 - ريجيني ريجيتا
- كلاند بعد القصة - كاتسوكي شيما
- جت باكرز - جوبي كاكي (أيام الطفولة)
- سنغوكو باسارا - أوئي-سوغي كن-شين
- سنغوكو باسارا تو - أوئي-سوغي كن-شين
- هيغيبيو - هيغيبيو
- ذا لو أوف ويكي - كوسوكي ويكي
- كوكب ملك الوحوش - كاريم
- التنين الأزرق - زولا
- أسطول الزجاج - كليو (أيام الشباب)
- أمناء المكتبة المقاتلون: كتاب بانتورا - هاميوتز ميسيتا
- سيكيري - كاراسوبا
- سيكيري 〜Pure Engagement〜 - كاراسوبا
- جنود السايبورغ - مي
- سفن غوست - ويدا
- ديفل ماي كراي - إيلينا
- رايدباك - تامايو كاتاوكا
- وولفرين - يوكيو
- NEEDLESS - أدام بليد (أيام الطفولة)
- توريكو - كوماتسو
- ديدمان وندرلاند - غانتا إيغاراشي
- الأرجوحة الطائرة - إيتشيرو إيرابو (الفتى)
- هذا هو سيدي - سييتشيرو ناكاباياشي
- بنغويندرام - تسوباسا يوكي
- بيرسونا 4 ذي أنيميشن - ناوتو شيروغاني
- بيرسونا 4 ذا غولدن أنيميشن - ناوتو شيروغاني
- هجوم العمالقة - هانجي زوي
- هجوم العمالقة Season 2 - هانجي زوي
- هجوم العمالقة Season 3 - هانجي زوي
- هجوم العمالقة The Final Season - هانجي زوي
- هجوم العمالقة: الثانوية - هانجي زوي
- ميداكا بوكس - ميوري أونزين
- ميداكا بوكس أبنورمال - ميوري أونزين
- كيل لا كيل - راغيو كيريوين
- هنتر x هنتر (2011) - باكوندا
- رينبو: نيشا روكوبو نو شيتشينين - نوبورو مايدا
- ون بيس - هاري، مدام شارلي
- تيرافورمارز - إيلينا بيريليلكينا
- غارو: ختم اللهب - إيما غوزمان
- غارو: القمر القرمزي - سيمي
- هندريد - فيتالي تينيانوف
- بوكيمون - كريستوفر
- ذا غود أوف هاي سكول - كيم أونيو

### أنمي الإنترنت
- هيتاليا Axis Powers - سويسرا
- سوشي نينجا - ماغورو
- جونجي إيتو: حكايات يابانية مرعبة - كيكو

### أوفا أنمي
- مردر برنسس - فاليس
- هجوم العمالقة: مذكرة إلزي - هانجي زوي

### أفلام أنمي
- فيلم خيميائي الفولاذ: محتل شامبالا - إدورد إلريك
- فيلم خيميائي الفولاذ: نجم ميلوس المقدس - إدورد إلريك
- بليتش: ميموريز أوف نوبودي - توشيرو هيتسوغايا
- بليتش: ذا داياموند داست ريبيليون, هيورينمارو آخر - توشيرو هيتسوغايا
- بليتش: فايد تو بلاك, أنادي اسمك - توشيرو هيتسوغايا
- بليتش: فصل الجحيم - توشيرو هيتسوغايا
- فيلم ناروتو شيبودن: إرادة النار - تيماري
- هيتاليا: الشاشة الفضية Paint it, White - سويسرا
- سنغوكو باسارا: ذا لاست بارتي - أوئي-سوغي كن-شين
- فيلم بوكيمون: زوروارك سيد الأوهام - زوروارك
- فيلم ديجيمون أدفنتشر 02: انتقام ديابورومون - كين إيتشيجوجي

## أدوارها في ألعاب الفيديو
- بيرسونا 4 - ناوتو شيروغاني
- بيرسونا 4 غولدن - ناوتو شيروغاني
- بيرسونا 4 أرينا - ناوتو شيروغاني
- بيرسونا 4 أرينا ألتيماكس - ناوتو شيروغاني
- بيرسونا Q شادو أوف ذا لابيرينث - ناوتو شيروغاني
- بيرسونا 4 دانسينغ أول نايت - ناوتو شيروغاني
- ديسيديا: فاينل فانتسي - زيدان ترايبال
- ديسيديا 012 فاينل فانتسي - زيدان ترايبال
- سنغوكو باسارا: ساموراي هيروز - كن-شين أوئي-سوغي
- مغامرة جوجو الغريبة: الرياح الذهبية - جورنو جوفانا
- جوجوز بيزار أدفنتشر: أول ستار باتل - كويتشي هيروسي
- جوجوز بيزار أدفنتشر: آيز أوف هيفن - كويتشي هيروسي
- ناروتو شيبودن: ألتيميت نينجا ستورم ريفولوشن - تيماري
- ناروتو شيبودن: ألتيميت نينجا ستورم 4 - تيماري
- فيت/إكسترا - ليوناردو بيستاريو هاروي
- خيميائي الفولاذ: دريم كارنفال - إدورد إلريك

## أدوارها في الدبلجة اليابانية
- أليس في بلاد العجائب (فيلم 2010) - الملكة الحمراء
- وقت المغامرة - فين
- سيارات 2 - هولي دركسيون
- آلة الزمن - مارا
- آل كروودز - إيب

## وصلات خارجية
- رومي باكو على موقع IMDb (الإنجليزية)
- رومي باكو على موقع ألو سيني (الفرنسية)
- رومي باكو على موقع ألو سيني (الفرنسية)
- رومي باكو على موقع ميوزك برينز (الإنجليزية)
- رومي باكو على موقع أول موفي (الإنجليزية)
- رومي باكو على موقع قاعدة بيانات الفيلم (الإنجليزية)
- رومي باكو على موقع كينوبويسك (الروسية)
- رومي باكو على موقع ANN person (الإنجليزية)
- رومي باكو على موقع ANN person (الإنجليزية)